# Herb powiatu wielickiego
Herb powiatu wielickiego – jeden z symboli powiatu wielickiego, autorstwa Wojciecha Drelicharza, Zenona Piecha oraz Barbary Widłak, ustanowiony 28 sierpnia 2001.

## Wygląd i symbolika
Herb przedstawia na tarczy w polu czerwonym ukoronowanego białego Orła o dziobie i szponach złotych, z umieszczonymi na piersi trzema górniczymi narzędziami w słup (obustronny młot, po bokach którego znajdują się dwa młoty skierowane klinami na zewnątrz), trzymający w szponach dwa wieńce: żółty dębowy i srebrny laurowy.
Herb powiatu nawiązuje równocześnie do trzech herbów: Orła z powstania krakowskiego 1846 r., orła województwa małopolskiego oraz herbu Wieliczki (trzy młoty na piersi Orła).Orzeł powstańczy trzyma w szponach dwa wieńce: dębowy - symbol cierpienia narodu i ofiary z życia jego synów walczących o wolną Polskę, i laurowy - symbol chwały zwycięzców i tych, którzy dla sprawy narodowej gotowi byli pójść na śmierć.